# Жан-Франсуа Поль де Гонді
Жан-Франсуа Поль де Гонді, відомий як Кардинал Рец (20 вересня 1613, Монмірай — 24 серпня 1679, Париж) — архієпископ Паризький, кардинал де Рец, видатний діяч Фронди, автор знаменитих мемуарів. Він був четвертим поспіль представником італійського роду Гонді на паризькій єпископській кафедрі.

## Біографія
Онук маршала Гонді, герцога Реца — уродженця Флоренції, фаворита Катерини Медичі. За бажанням батька, Гонді прийняв духовне звання, до якого не мав ні найменшої схильності. Отримавши докторський ступінь, Гонді в 1643 році був призначений коад'ютором паризького архієпископа.
Завдяки своїм проповідям та щедрим пожертвам набуває значної популярності, якою користується для того, щоб інтригувати проти Мазаріні. Незадоволена урядом паризька чернь, підбурювана Гонді, вдається до заколоту в серпні 1648 року; Гонді зміг домогтися від королеви-регентки деяких поступок та заспокоїти народ. У наступному році Гонді влаштовує союз фрондерів з Мазаріні проти принца Конде, за що Мазаріні обіцяє виклопотати йому кардинальську шапку.
Обдурений у своїх очікуваннях, Гонді скоро не тільки сам переходить на бік Конде й «молодої фронди», а й залучає до неї голову старої фронди, герцога Орлеанського, й паризький парламент. Ця нова спілка триває недовго. Посварившись з Конде, Гонді настроює проти нього парламент і сам переходить на бік двору, за що і отримує, нарешті, давно омріяну кардинальську шапку.
Коли Мазаріні врешті взяв гору над своїми ворогами, серед них постраждав і Гонді, незважаючи на свої неодноразові послуги двору. Він був звинувачений у зносинах з принцом Конде, схоплений і посаджений до Венсенського замку, а потім в Нантський замок. Звідти йому скоро вдалося втекти, після чого він кілька років поневірявся, відвідавши Італію, Голландію, Фландрію і Англію. В 1661 році він повернувся до Франції, склав з себе архієпископський сан і поступив у Абатство Сен-Дені.

## Мемуари
Велику літературну (не тільки історичну) цінність становлять мемуари кардинала де Реца, над якими він працював у 1670-х роках і які були вперше видані посмертно, в 1717 році. Повне видання в одинадцяти томах вийшло у 1870—1920 роках. «Мемуари» не слід сприймати як об'єктивну хроніку — автор дещо прикрашає свою роль в описуваних подіях.

## Видання
- Повне зібрання творів опубліковане Жаком Делоном (Jacques Delon) у видавництві «Оноре Шампйон» (Éditions Honoré Champion):
  - Tome I. Ораторські, політичні, релігійні твори (Œuvres oratoires, politiques et religieuses), 2005.
  - Tome II. Філософські промови (Discours philosophiques). Controverses avec Desgabets sur le cartésianisme, 2005.
  - Tome III. Листування (Correspondance). Affaire du cardinalat, 2005.
  - Tome IV. Листування (Correspondance). Lettres épiscopales, 2005.
  - Tome V. Листування (Correspondance). Affaires d'Angleterre et Affaires de Rome, 2007.
  - Tome VI. Листування (Correspondance). Affaires privées. Textes établis, avec introduction, notes, bibliographie, reproduction de manuscrits, illustrations, index des noms de personnes, index des noms de lieux, 2009.

- Промова про лицемірство (Discours sur l'hypocrisie), Éditions Sulliver, 1997
- Памфлети (Pamphlets), Edition de Myriam Tsimbidy, Editions du Sandre, 2009